# 东北蟾蜍
东北蟾蜍（学名：Bufo sachalinensis），蟾蜍科蟾蜍属的一种两栖动物。种加词“sachalinensis”意为“库页的”。分布于俄罗斯远东地区、中国东北地区及朝鲜半岛地区，隶属于本种原被视为中华蟾蜍（Bufo gargarizans）的同物异名，2022年研究人员基于多位点基因片段数据，整合了预测系统地理学方法与整合分类学手段，发现远距离扩散与冰川避难所的共同影响导致了中华蟾蜍复合体内部存在高度分化，物种界定模型支持中华蟾蜍复合体中最北端种群的独立支系的种级水平，恢复了本种的有效性。